# 坦普爾維爾 (馬里蘭州)
坦普爾維爾（英語：Templeville）是一個位於美國馬里蘭州加羅林縣及安妮女王縣的市鎮。

## 人口
根據2020年美國人口普查的數據，坦普爾維爾的面積為0.14平方千米，當中陸地面積為0.14平方千米，而水域面積為0.00平方千米。當地共有人口113人，而人口密度為每平方千米807人。